# Gorgopsina
Gorgopsina Petrunkevitch, 1955 è un genere di ragni fossili appartenente alla famiglia Salticidae.

## Caratteristiche
Gli esemplari finora raccolti risalgono tutti al Paleogene.

## Distribuzione
Le sedici specie oggi note di questo genere sono state rinvenute in Europa centrale in alcuni depositi di ambra baltica; la G. fractura è stata trovata nelle ambre di Rivne.

## Tassonomia
A giugno 2011, questo genere fossile comprende 10 specie descritte e una non classificata:
- Gorgopsina amabilis Wunderlich, 2004 - ambra baltica;
- Gorgopsina constricta Wunderlich, 2004 - ambra baltica;
- Gorgopsina expandens Wunderlich, 2004 - ambra baltica;
- Gorgopsina fasciata (C. L. Koch & Berendt, 1854) - ambra baltica;
- Gorgopsina flexuosa Wunderlich, 2004 - ambra baltica;
- Gorgopsina formosa (C. L. Koch & Berendt, 1854) - ambra baltica;
- Gorgopsina fractura Wunderlich, 2004 - ambra di Rivne;
- Gorgopsina frenata (C. L. Koch & Berendt, 1854)[2] - ambra baltica;
- Gorgopsina inclusa Wunderlich, 2004 - ambra baltica;
- Gorgopsina jucunda (Petrunkevitch, 1942) - ambra baltica;
- Gorgopsina marginata (C. L. Koch & Berendt, 1854) - ambra baltica;
- Gorgopsina melanocephala (C. L. Koch & Berendt, 1854) - ambra baltica;
- Gorgopsina naumanni Giebel, 1856 - ambra baltica;
- Gorgopsina paulula (C. L. Koch & Berendt, 1854) - ambra baltica;
- Gorgopsina rectangularis Wunderlich, 2004 - ambra baltica;
- Gorgopsina speciosa Wunderlich, 2004 - ambra baltica.